# Klisura (Bela Palanka)
Pour les articles homonymes, voir Klisura.
Klisura (en serbe cyrillique : Клисура) est un village de Serbie situé dans la municipalité de Bela Palanka, district de Pirot. Au recensement de 2011, il comptait 172 habitants.
Klisura est située sur la route européenne E80.

## Démographie
| 1948  | 1953  | 1961 | 1971 | 1981 | 1991 | 2002 | 2011 |
| ----- | ----- | ---- | ---- | ---- | ---- | ---- | ---- |
| 1 199 | 1 141 | 895  | 677  | 534  | 336  | 222  | 172  |

|  |